# 小平久雄
小平 久雄（こだいら ひさお、1910年2月22日 - 1998年8月12日）は、日本の政治家。位階は正三位。総理府総務長官・労働大臣・衆議院副議長。栃木県小山市名誉市民（1982年）。

## 来歴・人物
栃木県下都賀郡石橋町（のち下野市）に、初の公選栃木県知事を務めた小平重吉の長男として生まれる。1927年、旧制栃木県立栃木中学校を卒業。1934年、東京商科大学（のち一橋大学）を卒業後、三井鉱山勤務を経て、1939年に家業である「小平重工業」（のち小平産業）の常務取締役に就任。ほかグループ企業各社の役員を務める。
1947年、第23回衆議院議員総選挙に民主党から旧栃木2区にて立候補し当選（当選同期に田中角栄・鈴木善幸・中曽根康弘・増田甲子七・中山マサ・倉石忠雄・荒木万寿夫・松野頼三・石田博英・園田直・原田憲・櫻内義雄・根本龍太郎・佐々木秀世・中村寅太など）。以後当選11回。民主党では幣原喜重郎派に所属し、後に幣原に従い民主自由党入りする。
保守合同後は宏池会に所属する。通産政務次官、衆院議院運営委員長を経て、1961年 第2次池田第1次改造内閣で総理府総務長官として、1965年 第1次佐藤第1次改造内閣で労働大臣として入閣。1967年から2年間、衆議院副議長を務めた。1976年の第34回衆議院議員総選挙で落選し、政界を引退。
温厚な印象が強かったが、副議長時代の1969年、健康保険特別法案の審議にて、野党が自ら要求した記名投票を放棄して実力行使で採決阻止を狙う挙に出たとき、小平は起立投票に切り替えて採決させ、混乱を収拾するため翌日、石井光次郎議長と共に辞任するなど、決めるべき時は決める外剛内柔型の政治家であった。
1980年5月の春の叙勲で勲一等旭日大綬章受章。
1998年8月12日、死去した。88歳没。同月18日、特旨を以て位記を追賜され、死没日付で正三位に叙された。